# Ваља Кукулуј (Прахова)
Ваља Кукулуј (рум. Valea Cucului) насеље је у Румунији у округу Прахова у општини Јордакеану. Oпштина се налази на надморској висини од 169 m.

## Становништво
Према подацима из 2002. године у насељу је живело 1045 становника, од којих су сви румунске националности.